# Sponde (astronomia)
Sponde (dal greco Σπονδἠ), o Giove XXXVI, è un satellite naturale di Giove.

## Scoperta
È stato scoperto nel 2001, da un gruppo di astronomi dell'Università delle Hawaii guidato da Scott S. Sheppard. 
Al momento della scoperta ha ricevuto la designazione provvisoria S/2001 J 5.

## Denominazione
Nell'agosto 2003, l'Unione Astronomica Internazionale (IAU) gli ha assegnato la denominazione ufficiale che fa riferimento a Sponde, una delle Ore, che nella mitologia greca presiede alle libagioni della settima ora; le Ore sono figlie di Zeus e Temi.

## Parametri orbitali
È caratterizzato da un movimento retrogrado, ed appartiene al gruppo di Pasife, satelliti retrogradi irregolari che orbitano attorno a Giove ad una distanza media che varia fra 22,8 e 24,1 milioni di km ed una inclinazione compresa fra 144,5° 158,3°.
Sponde ha un diametro di circa 2 km e orbita attorno a Giove in 743,89 giorni, a una distanza media di 24,253 milioni di km, con un'inclinazione di 154° rispetto all'eclittica (156° rispetto al piano equatoriale di Giove), con un'eccentricità orbitale di 0,443.